# Venturi Volage
Pour les articles homonymes, voir Venturi.
La Venturi Volage est une voiture de sport concept-car roadster électrique, du constructeur automobile monégasque Venturi, présentée au mondial de l'automobile de Paris 2008, à base de 4 moteurs-roues Active Wheel Michelin de 292 ch.

## Historique
La marque de voiture de sport Venturi est rachetée en 2000 par l'homme d'affaires monégasque Gildo Pallanca Pastor, qui réoriente la marque exclusivement vers les voitures électriques.
La Venturi Volage est créée par le designer Sacha Lakic, inspirée de ses précédentes Venturi Eclectic de 2006, et Venturi Fétish de 2007, avec carrosserie de 1 075 kg en fibre de carbone, porte papillon en élytre, roues arrière carénées, paramétrage complet par écran tactile...
Ce concept car est motorisé par 4 moteurs-roues Active Wheel Michelin (avec solution complète logée dans la roue, de pneumatique, moteur électrique de propulsion, suspension active, et frein à disque) d'une puissance de 292 ch (220 kW, soit 55 kW ou 73 ch par moteur) pour une vitesse de pointe de 150 km/h, avec accélération silencieuse de 0  à   100 km/h en 4,9 s.
Elle est alimentée par un pack d'accumulateur lithium-ion de 350 kg, à refroidissement liquide, d'une capacité de 45 kWh, pour autonomie annoncée de 320 km, avec un temps de recharge de 8 heures sur une prise standard (réductible de moitié par booster).
Les Venturi America lui succède en 2015 (ainsi que les Venturi Formula E en compétition de Formule E électrique à partir de 2014). 

## Événements et récompenses
- 2009 : le prince Albert II de Monaco l'essaye sur le circuit de Monaco du Grand Prix automobile de Monaco, pour célébrer les 25 ans de la marque monégasque Venturi[9].
- 2011 : Michelin Challenge Bibendum (triple prix : du design, de la meilleure accélération (0  à   50 km/h départ arrêté en 2,2 secondes), et de l'émissions de CO2[10]).